# Álvaro Carreras
Álvaro Fernández Carreras (ur. 23 marca 2003 w Ferrolu) – hiszpański piłkarz występujący na pozycji obrońcy w Realu Madryt.

## Kariera klubowa
W czasach juniorskich grał w takich klubach jak: Racing de Ferrol, Deportivo La Coruña, Real Madryt oraz Manchester United.
W sezonie 2022/23 był wypożyczony do Preston North End a rok później do Granady.
17 stycznia 2024 roku został wypożyczony do Benfiki. 26 maja 2024 roku Manchester United oficjalnie poinformował o definitywnym przejściu Fernandeza do Benfiki.

## Kariera reprezentacyjna
Młodzieżowy reprezentant Hiszpanii U-19 i U-21.

## Statystyki
(aktualne na dzień 27 maja 2024)
| Klub                     | Sezon              | Liga               | Liga  | Liga   | Puchar krajowy | Puchar krajowy | Puchar ligi | Puchar ligi | Europa | Europa | Inne  | Inne   | Suma  | Suma   |
| Klub                     | Sezon              | Liga               | Mecze | Bramki | Mecze          | Bramki         | Mecze       | Bramki      | Mecze  | Bramki | Mecze | Bramki | Mecze | Bramki |
| ------------------------ | ------------------ | ------------------ | ----- | ------ | -------------- | -------------- | ----------- | ----------- | ------ | ------ | ----- | ------ | ----- | ------ |
| Manchester United        | 2022/23            | Premier League     | 0     | 0      | 0              | 0              | 0           | 0           | 0      | 0      | –     | –      | 0     | 0      |
| Preston North End (wyp.) | 2022/23            | Championship       | 39    | 0      | 2              | 0              | 1           | 0           | –      | –      | –     | –      | 42    | 0      |
| Granada (wyp.)           | 2023/24            | Primera División   | 13    | 0      | 1              | 0              | –           | –           | –      | –      | –     | –      | 14    | 0      |
| SL Benfica (wyp.)        | 2023/24            | Primeira Liga      | 11    | 1      | 1              | 0              | 1           | 0           | 3      | 0      | –     | –      | 16    | 1      |
| SL Benfica               | 2024/25            | Primeira Liga      | 0     | 0      | 0              | 0              | 0           | 0           | 0      | 0      | –     | –      | 0     | 0      |
| Ogólnie w karierze       | Ogólnie w karierze | Ogólnie w karierze | 63    | 1      | 4              | 0              | 2           | 0           | 3      | 0      | 0     | 0      | 72    | 1      |